# Vés cap a la llum
Vés cap a la llum (títol original: Go Toward the Light) és un telefilm dramàtic  Estatunidenc dirigit per Mike Robe, estrenada l'any 1988. Ha estat doblada al català.
La història es treta de fets reals.

## Argument
Un jove parella (Linda Hamilton i Richard Thomas) ha d'enfrontar -se amb la dura realitat de la vida, i lluita amb el seu fill (interpretat per Joshua Harris), hemofílic, que està afectat de SIDA.

## Repartiment
- Linda Hamilton : Clara Madison
- Piper Laurie : Margo
- Joshua Harris : Ben Madison
- Ned Beatty : George
- Gary Bayer : Doctor Gladstone
- Rosemary Dunsmore : Sally
- Steven Eckholdt : Jeff
- Brian Bonsall : Zack
- Mitchell Allen : Brian
- Richard Thomas : Greg Madison
- Brian Lando : Keith
- Ryan McWhorter : Randy
- Jack Tate : Rick
- John Wesley : Segon Metge
- Madison Mason : Joe
- Susan Krebs : Ajudant social
- Matthew Faison : Obstetricia
- Robert Sampson : Bisbe Sawyer

## Premis i nominacions
- 1989 : Nominació al Emmy Award al millor muntatge sonor
- 1989 : Christopher Award